# 鄒輗
鄒輗（1475年—？），字敏行，南直隸常州府武進縣人，民籍，明朝政治人物。

## 生平
弘治十四年（1501年）辛酉科應天鄉試第四名舉人，正德六年（1511年）中式辛未科會試第一百六十三名，三甲第六十六名進士。授浦江縣知縣，多有善政，升戶部主事，榷稅九江，出為廣西布政使司參議，升雲南按察司副使。

## 家族
曾祖鄒貞一；祖父鄒平；父鄒量。前母張氏；母楊氏。